# Конституційна асамблея Єгипту
Конституційна асамблея Єгипту — комітет для розробки нового Основного закону країни.
Конституційну асамблею Єгипту сформовано у першій половині 2012 року. До її складу увійшли 100 осіб. 39 місць припало на депутатів нижньої палати парламенту, де більшість — за ісламістами, шість — на суддів, дев'ять — на фахівців у галузі права, по одному місцю отримали представники Міноборони, МВС і Мін'юсту. Членами комісії стали п'ять представників упливового ісламського університету «Аль-Азхар» і чотири — з християнських громад Єгипту. Для ухвали будь-якого рішення Конституційній асамблеї необхідно заручитися голосами як мінімум 67% її членів.